# Tena (Cundinamarca)
Tena, oficialmente llamado Villa del Rosario de Tena es un municipio colombiano del departamento de Cundinamarca, ubicado en la Provincia del Tequendama, a 66 km de Bogotá. Tiene bajo su jurisdicción el centro poblado llamado La Gran Vía.
Fue durante muchos años hacienda cafetera y de caña de azúcar. Posee una de las más grandes reservas hídricas de la Provincia del Tequendama y de Cundinamarca, además de una vegetación virgen y bosques espesos de niebla y una enorme riqueza de fauna y flora; además, fue una de las regiones donde José Celestino Mutis empezó la Real Expedición Botánica del Nuevo Reino de Granada y quedó fascinado por encontrar especies únicas en el mundo. Las principales fuentes económicas el municipio son la agricultura, la ganadera, la industria avícola, y la piscícola. Parte de su patrimonio cultural lo componen un interesante conjunto de arquitectura de inspiración neoclásica y neobarroca, comúnmente llamada republicana, de finales del Siglo XIX.
Fue sede de la boda nobiliaria de Sus altezas reales los príncipes de Schönburg-hartenstein. De las únicas bodas aristocráticas situadas en territorio colombiano, y que hizo necesario contactar al Vaticano para la consagración de la Capilla de Nuestra Señora de las Mercedes y Santa Teresita de Jesús, donde se celebró el matrimonio. 

## Toponimia

### Origen lingüístico[3]
- Familia lingüística: Chibcha
- Lengua: Muysccubun

### Significado
Tena, en muysccubun, puede traducir "abajo del boquerón". Tena posiblemente pertenece a la lengua general Muisca y presenta los vocablos te-teib-tei "boquerón, grieta, apertura en la tierra de forma alargada y redondeada como una boca", n "en, de", a "suyo, suya".

### Origen / Motivación
El nombre del municipio se tomó de una antigua hacienda llamada Tena a mediados del siglo XVI, perteneciente a Pedro de Orsúa y Orsúa, teniente general del Nuevo Reino de Granada. Igualmente, el lugar de Tena se conocía como sitio de descanso, lugar de veraneo de caciques.

### Nombres históricos

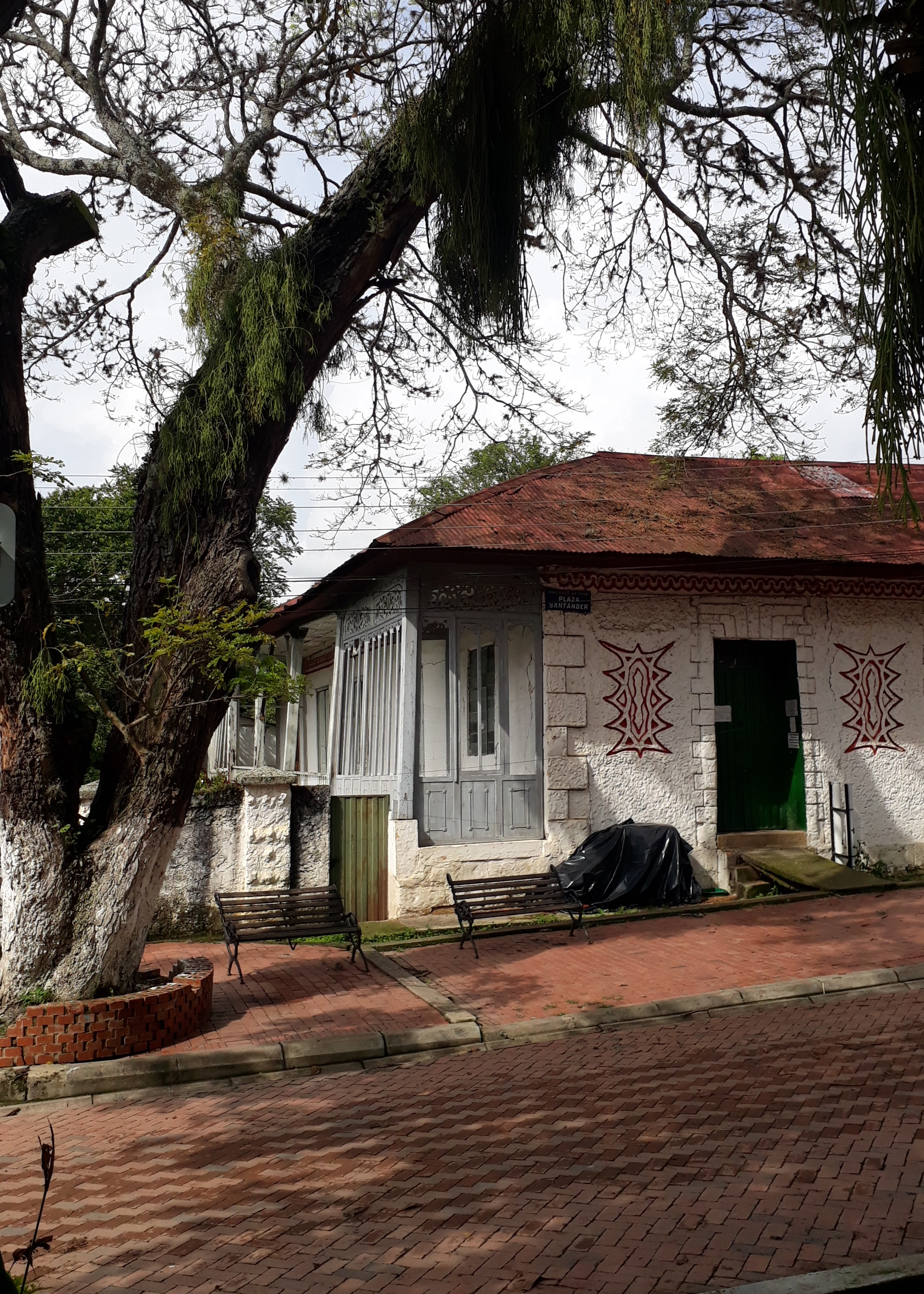
Quinta "Mon Trésor", Hacienda de Villa del Rosario de Tena

- Tenasucán (siglo XVI)

## Historia

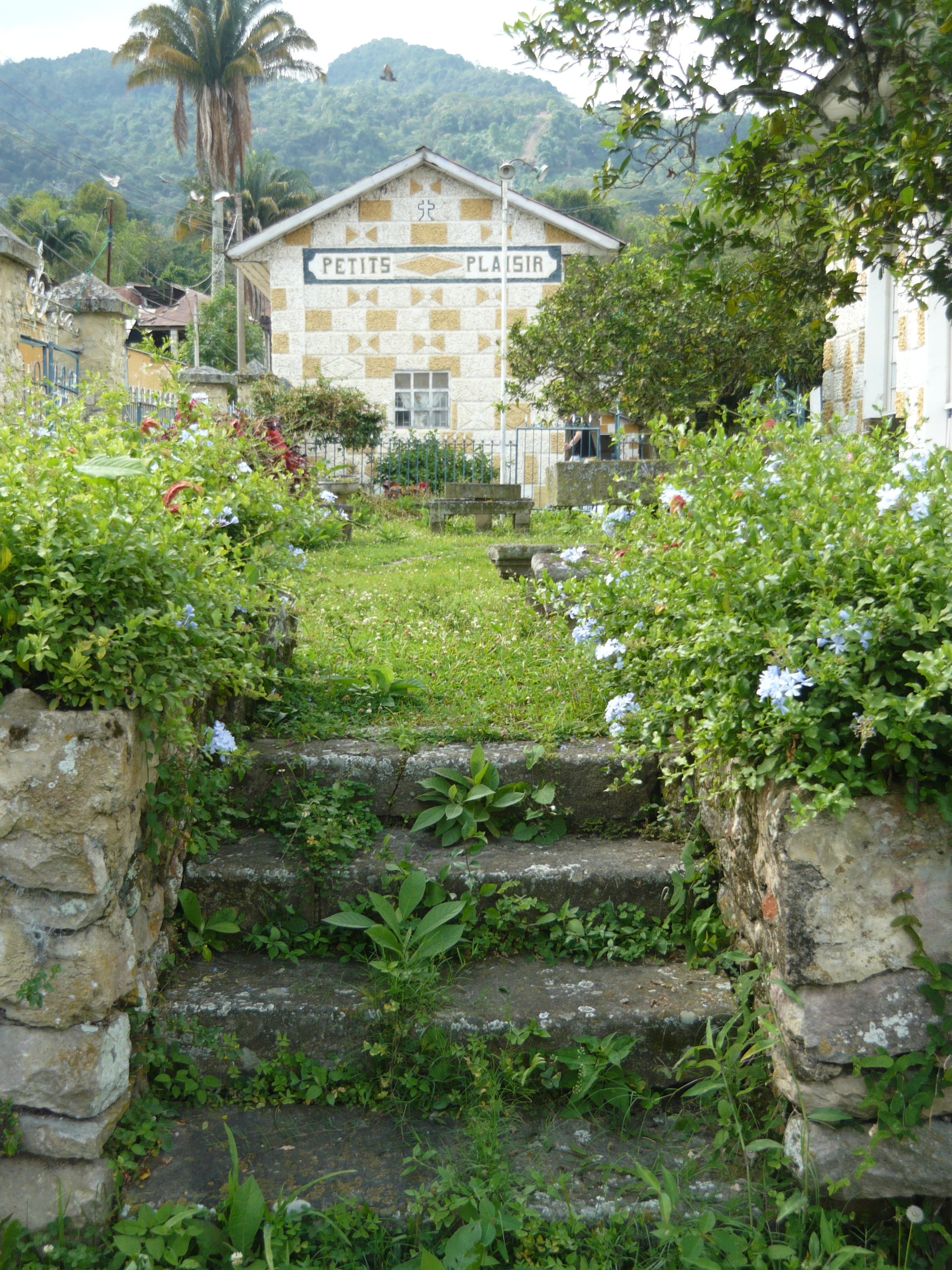
Villa "Petits Plaisir" y jardines de la Quinta "Mon Plaisir".

El nombre completo del poblado es Villa del Rosario de Tena o Hacienda de Villa del Rosario de Tena pues, desde su origen en la colonia, la Hacienda de Villa del Rosario y el antiguo caserío de Tena estuvieron completamente ligados, funcionando como uno solo, a modo de las antiguas haciendas coloniales con vastos sembradíos, esclavos y campesinos arrendatarios de parcelas. Posteriormente, a finales del Siglo XIX la hacienda se industrializó de la mano de inversionistas franceses y colombianos para la explotación de café y caña de azúcar, con un beneficiadero de café llamado "Edificio Fould" y el trapiche "San Carlos", y se embelleció como villa de recreo con elaborados y bellos edificios neobarrocos y neoclásicos, de los cuales varios se conservan aún en buen estado como la Villa quinta "Mon Plaisir", la piscina "Petits Plaisir", la casa "Desireé",  y  la casona "Mon Trésor" sobre el marco de la plaza. También se construyó en terrenos de la hacienda una capilla particular consagrada a Nuestra Señora de las Mercedes y Santa Teresita de Jesús, ahora biblioteca del pueblo, así como otras villas de recreo ahora desaparecidas, un torreón en piedra labrada con un mirador a 20 metros de altura, un lago y extensos jardines.
Antes de la conquista de América la región estaba situada en los dominios de los indígenas muiscas quienes la denominaban Zuca. Fue Gonzalo Jiménez de Quesada quien al contemplar la similitud del lugar con el valle de Tena en España decidió asignarle este nombre a todo el valle, pasando a denominarse por algún tiempo Tena-zucá. Sin embargo, el actual territorio no es el mismo donde preexistía el pueblo de indios en 1548. El asiento de la actual población de Tena no es tampoco el mismo donde se fundó la población por mandato del Presidente de la Real Audiencia Borja el 11 de diciembre de 1607, que tuvo lugar cerca de la laguna Tenasucá, hoy laguna de Pedro Palo, y solo vino a localizarse en su ubicación actual hasta 1627.
Posteriormente, el extenso territorio de Tena perteneció a la orden religiosa de los jesuitas, quienes además de dedicarse a la conversión de indios, explotaron una legendaria mina de diamantes por el sector conocido como Peñas blancas, de la cual no se sabe su localización, pues fue ocultada por los religiosos antes de su expulsión de los territorios españoles.
El sabio botánico José Celestino Mutis, impulsor de la Real Expedición Botánica del Nuevo Reino de Granada, reconoció por primera vez en 1772, a seis leguas de Bogotá en el monte de Tena, varias especies de quina, que clasificó y que fueron las primeras encontradas en el virreinato de la Nueva Granada. 
Clemente Alguacil compró los terrenos a la Corona española, quién se había hecho de los terrenos dejados por los jesuitas, y en 1785 edificó la Iglesia parroquial en su ubicación actual y en un modesto barroco español, pues la anterior había sido una capilla pajiza arruinada para aquella época, y consagró  tanto la iglesia como toda la hacienda a Nuestra Señora del Rosario. 
El asentamiento en el que fue construido el municipio se conformó en parroquia durante el siglo XIX, en 1818, como congregación de blancos. 
Luego de la independencia, el español Clemente Alguacil, huyó dejando todas sus posesiones abandonadas, entre ellas la Hacienda de Tena donde vivía, naufragando en altamar cuando intentaba volver a España. Luego de la firma del tratado de independencia, muchos de los bienes confiscados a los españoles pasaron a manos de la nueva república, que a su vez dio muchas de estas tierras a los próceres de la  independencia. 
Así, la finca en toda su extensión pasó a ser propiedad de Simón Bolívar y Francisco de Paula Santander, quienes habían pasado por allí varias veces en su camino a batalla, y que luego dieron, como regalo, la propiedad a sus hermanas Juana Bolívar y Josefa Santander, vendiéndole luego sus derechos de propiedad la primera a la segunda. No obstante, Francisco de Paula Santander ofició como alcalde y señor de la Hacienda de Tena en varias ocasiones antes de su muerte. 
A finales del siglo XIX la Hacienda cambió de propietarios varias veces perdiendo gran parte de su productividad, y casi completamente decaída fue recibida como parte de pago de deudas acumuladas por Alejandro Urdaneta en Europa a los señores Fould Frères y a Lorenzo Merino en Francia. Merino vendió su parte a la compañía francesa quienes a su vez delegaron la tenencia y administración a Carlos Rodríguez Fernández y a Lastenia Maldonado, colombianos viviendo en Francia, y quienes al recibir el encargo cambiaron su domicilio a la villa de Tena, que reconstruyeron y pusieron en funcionamiento, y lograron que esta produjera lo suficiente para comprarla a la firma francesa y construir la mayoría de edificios de estilo que aún se conservan.
La hacienda perteneció a los Rodríguez Maldonado, descendientes del conquistador Don Francisco Maldonado de Mendoza; perteneciente a la orden de Santiago, hasta que a mediados del Siglo XX, luego de su abandono, se subdividió para adherir su extenso terreno y sus edificios al pueblo, loteando y escriturando a muchos de los actuales moradores. Lastimosamente, muchos de los edificios históricos del pueblo y de la hacienda se perdieron en este proceso, entre ellos, una torre en piedra labrada y de cuatro pisos de altura, llamada "Mon Repós" donde se había instalado una biblioteca complementada con exquisitas piezas coloniales, libros antiguos y un mirador en el último nivel desde donde se observaba el pueblo a más de 20 metros de altura. Sin embargo, aún actualmente quedan grandiosos ejemplos de  arquitectura neoclásica de estilo francés y de estilo Segundo Imperio como la Villa quinta "Mon Plaisir", la piscina en piedra"Petits Plaisir", la casa "Desireé" sobre el camino de entrada al pueblo,  y  la casona "Mon Trésor" sobre el marco de la plaza.
El 8 de septiembre de 1945, Tena fue sede de una de las únicas bodas nobiliarias acaecida en territorio colombiano entre Su alteza real príncipe austriaco Peter von Schönburg-Hartenstein, de la casa alemana de Schönburg, con la heredera de la Hacienda su alteza real la princesa Lyna Elisa Clothilde Rodríguez von Schönburg-hartenstein, hija de Carlos Rodríguez y Carlota Maldonado dueños de la Hacienda de Villa del Rosario de Tena. Para poder oficiar allí la boda, fue necesario pedir la consagración de la capilla por parte de la curia eclesiástica del Vaticano, quienes por oficio canónigo la consagraron a Santa Teresa de Lisieux. Cómo resultado de la boda nació Su alteza real la princesa Alexandra Carlota Sophy von Schönburg-Hartenstein el 26 de septiembre de 1946, quién es heredera legítima de la hacienda, aunque perdidos todos sus derechos, y quien actualmente reside en Laussane, Suiza. Los príncipes y su hija vivieron por un tiempo en la Villa Mon Plaisir, alternándose entre sus propiedades en Villa del Rosario de Tena y Bogotá, antes de radicarse en Europa.
A comienzos del siglo XVIII la población se había trasladado varias cuadras al sur, donde se encuentra la actual plaza del poblado, y ya para el Siglo XX parte de este sitio resultó inestable por deslizamientos del terreno, derrumbando varias casas y edificaciones, lo que obligó a la gente que perdió sus viviendas a invadir terrenos de la antigua plaza de la Hacienda, abandonada por sus propietarios algunos años atrás. Estos nuevos ocupas fueron desalojados de los terrenos el 7 de abril de 1972, pero más tarde, por auto del 3 de julio de 1973, se decretó la expropiación de un lote de terreno de 7 hectáreas aproximadamente 8.647 metros cuadrados, parte de la antigua hacienda y que fue entregado al municipio de Tena, con destino al área de población. 
En el libro Hacienda de Tena: IV centenario, 1543-1943, escrito por Carlos Rodríguez Maldonado, último propietario de la Hacienda de Villa del Rosario de Tena y que vivió en ella, se encuentra la más completa y detallada historia de la antigua hacienda y el poblado. El libro está actualmente en la Biblioteca Nacional de Colombia y en la Biblioteca Luis Ángel Arango, para consulta abierta.

## Símbolos
Bandera: Tres franjas horizontales de igual proporción, con gran significado sobre la riqueza que la historia nos cuenta hubo en el municipio, como fueron las minas de diamante que allí existieron, de donde sacaron las incrustaciones de diamante que tiene la famosa custodia "La Lechuga", expuesta en el Museo del Oro de Bogotá. También hace referencia a la riqueza antigua de grandes cultivos de café.
- Amarillo: significa la riqueza heredada por de los antepasados, poseedores de invaluables tesoros y en cuya laguna sagrada Pedro Palo, se realizaban rituales de la tradicional leyenda del Dorado.

- Blanco: significa la pureza y abundancia de sus aguas, lo mismo que la tranquilidad del sector.

- Verde: significa la flora y la fauna, resaltando un aspecto importante en la historia de Tena, como fue la presencia de José Celestino Mutis, quien empezó allí la importante Expedición Botánica.

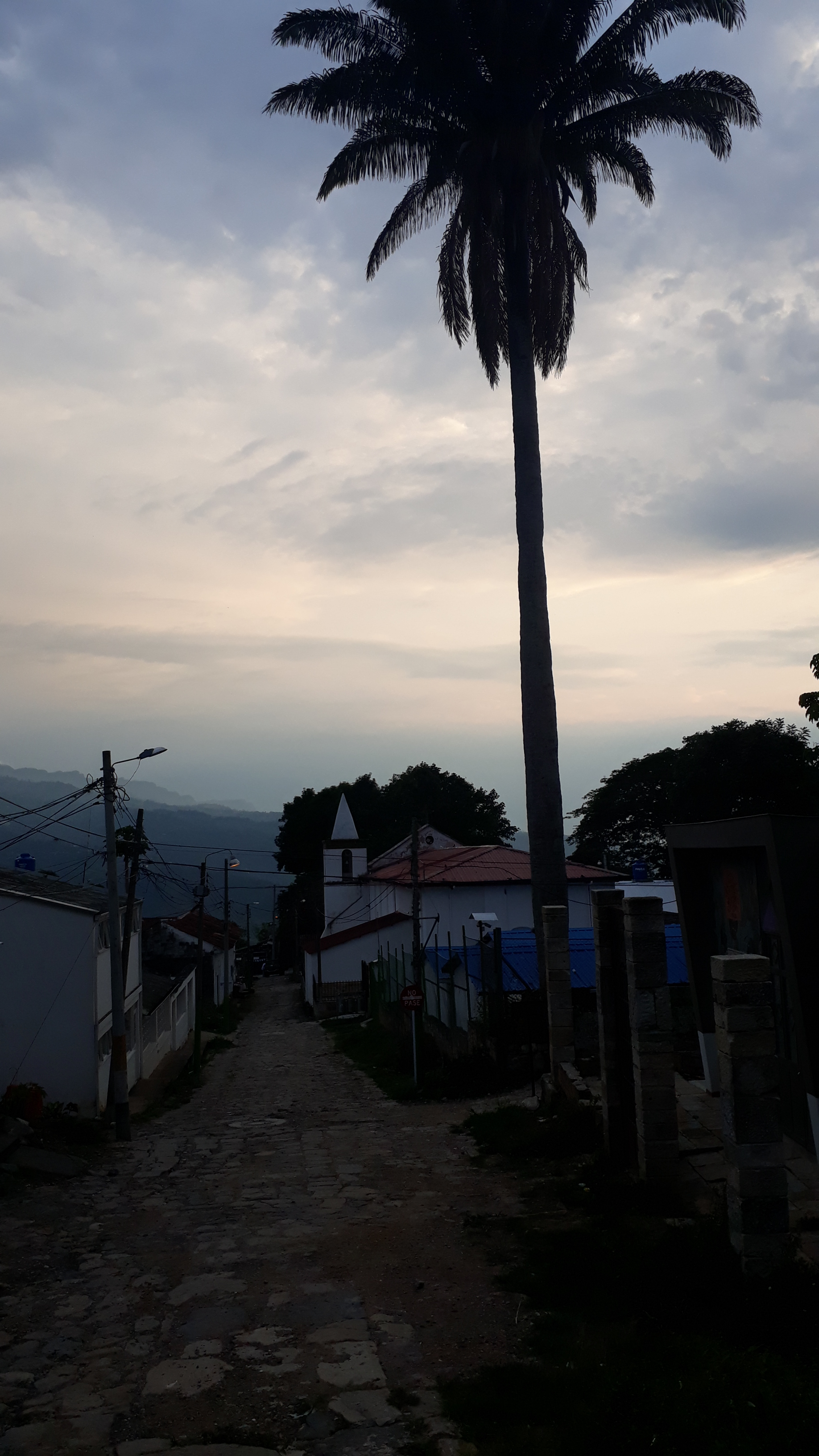
Calle real en piedra labrada

## Geografía

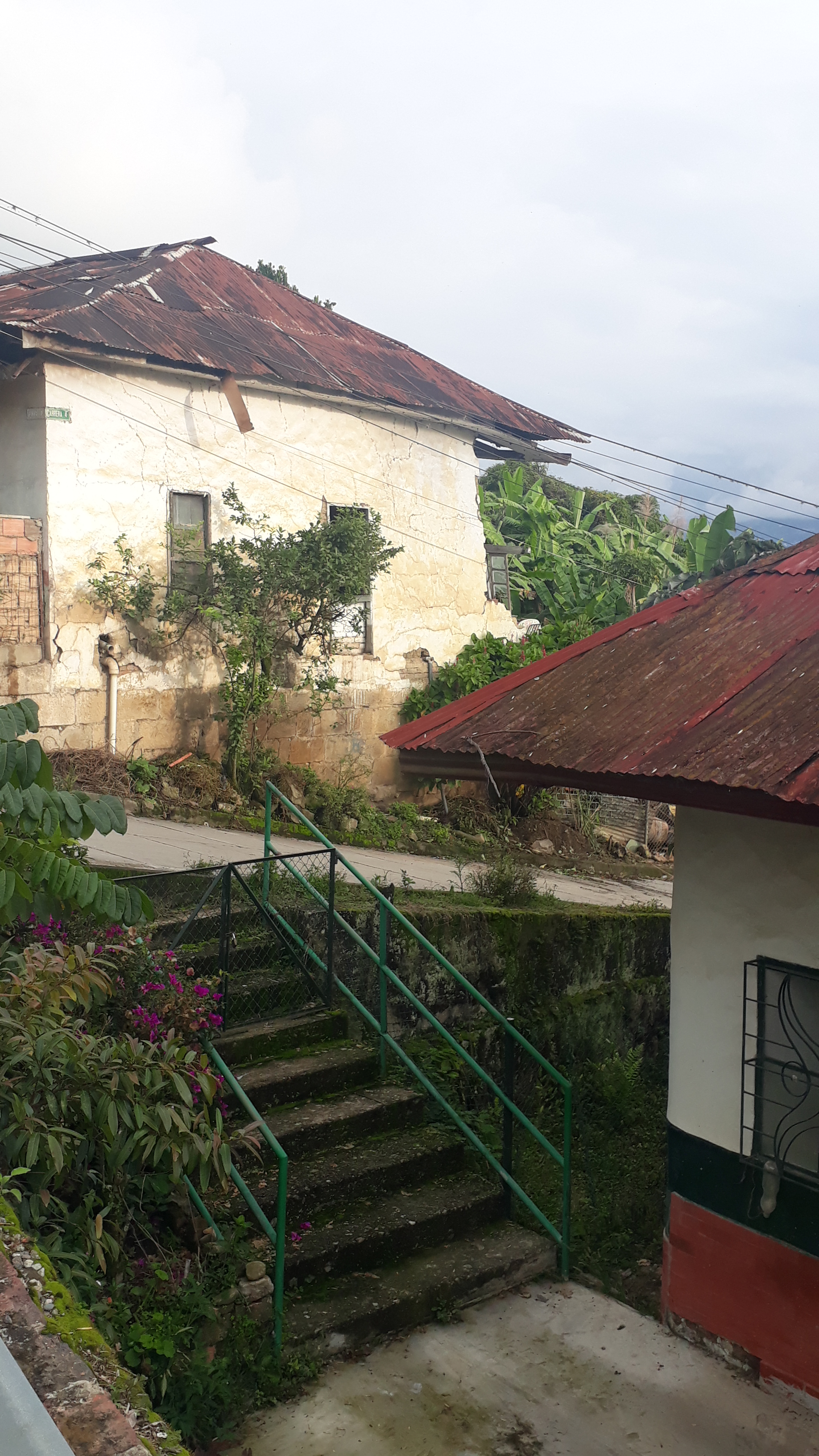
Antiguas villas de veraneo en la entrada de la hacienda.

El municipio posee tres pisos térmicos: el frío, el templado y el caliente, y se encuentra ubicado en la Cordillera Oriental. Por el costado Sur pasa el río Bogotá, y además cuenta con la quebrada La Honda, que cruza por el cerro Santo Domingo.

### Límites
Tena está delimitado por los siguientes municipios:
| Noroeste: La Mesa               | Norte: Límite entre La Mesa y Bojacá                      | Nordeste: Bojacá                    |
| Oeste: La Mesa                  |                                                           | Este: Bojacá Carretera a Soacha     |
| Suroeste: El Colegio Río Bogotá | Sur: Limite entre El Colegio y San Antonio del Tequendama | Sureste: San Antonio del Tequendama |

## Lugares de interés
Edificios notables son:
- Quinta neoclásica Mon Plaisir y piscina en piedra labrada Petits Plaisir.
- Casa Desireé y casona Mon Trésor sobre el marco de la plaza.
- Arquitectura colonial y republicana sobre la calle real en piedra y la plaza central.
- Edificio Fould de beneficio del café de la empresa francesa (Hoy solo quedan ruinas).
- Templo Parroquial a la Virgen de Nuestra Señora del Rosario datado en 1785 construido por Don Clemente Alguacil, restaurado en 1899 por la señora Lastenia Maldonado, con altares de los escultores suizos Luigi y Colombo Ramelli, y puerta en hierro forjado de los Talleres Salesianos de Bogotá.
- Capilla de Nuestra Señora de las Mercedes y Santa Teresita de Jesús de 1927; mausoleo familiar de la familia Rodríguez-Maldonado, y capilla sede de una de las únicas bodas nobles acaecida en territorio colombiano, entre Su alteza real príncipe austriaco Peter von Schönburg-hartenstein, de la Casa alemana de Schönburg, con la heredera de la Hacienda la princesa Lyna Elisa Clothilde Rodriguez von Schönburg-hartenstein, hija de Carlos Rodriguez y Carlota Maldonado, el 8 de septiembre de 1945.[4]
- Caminos reales en piedra.

Patrimonio natural y turismo ecológico:
- Laguna de Pedro Palo: localizada a 12 km del municipio de Tena. Rodeada de muchas leyendas sobre encantamientos y poderes mágicos, la laguna de Pedro Palo es la mayor reserva hídrica de la Provincia del Tequendama y un escenario de gran importancia histórica, pues en esta región se efectuaron los primeros viajes de la Real Expedición Botánica del Nuevo Reino de Granada en 1783.
- Senderos ecológicos del camino real a Santafé y de Tenazucá.
- Cascada natural El Tambo. de 40 m de altura, conocido antiguamente como Coyancha, en donde se dice que hay tumbas indígenas detrás del chorro y que los indios desviaban transitoriamente su cauce para enterrarlos.  También en el municipio de Tena están el histórico puente colgante de Flandes y las caídas de agua de San Carlos.
- Quebrada Las Delicias.
- Quebrada La Honda.
- Bosque de Niebla.
- Toscala: Finca agroturística que ofrece hospedaje. Su casa conserva la arquitectura de la región, con más 80 años de historia, y en ella se mantiene el perfecto equilibrio con el ecosistema. Está rodeada de cultivos de café, y árboles frutales de plátanos, aguacates, mandarinas, naranjas, mangos y guayabos, siendo es un típico referente del paisaje Colombiano.

## Fiestas

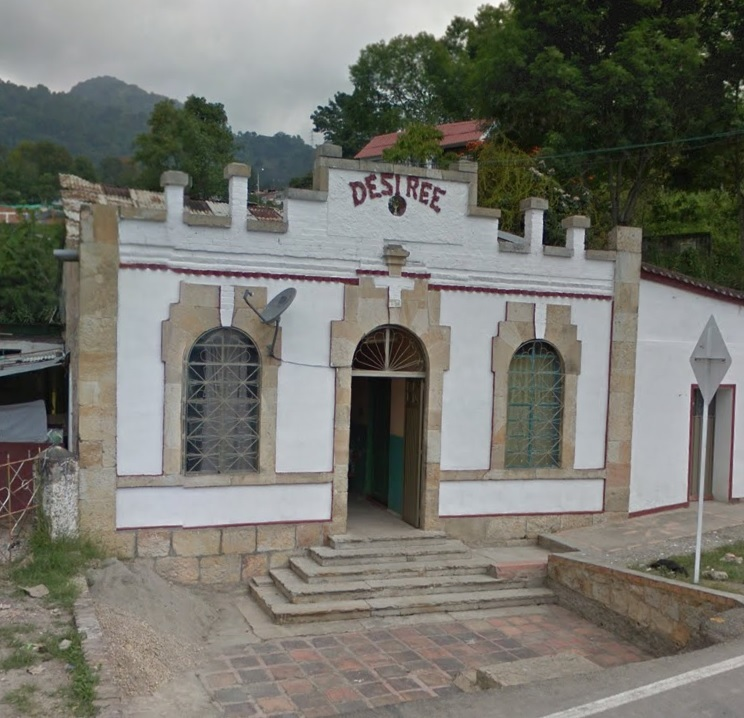
Casona desirée

- Ferias y fiestas (a finales de agosto).
- Fiesta de la Virgen del Carmen (15, 16 y 17 de julio).
- Fiestas de La Gran Vía (a principios de diciembre).

## Servicios públicos
- Energía Eléctrica: Enel, es la empresa prestadora del servicio de energía eléctrica.
- Gas Natural: Alcanos de Colombia es la empresa distribuidora y comercializadora de gas natural en el municipio.